# Spotlight (TV-program)
Spotlight är ett granskande dokumentär- och journalistikprogram producerat av Svenska Yle för den svenskspråkiga publiken i Finland. Programmet hade premiär den 10 november 2014 och sänds fortfarande på kanalen Yle Fem och lyfter fram djupgående reportage och aktuella samhällsfrågor från ett klarläggande och kritiskt perspektiv. 
Spotlight kännetecknas av kortare dokumentära inslag och undersökande reportage med ett tydligt fokus på  undersöka, ifrågasätta och tydliggöra. Programmet har en ungefärlig längd på cirka 30 minuter per avsnitt. 

## Kända avsnitt
Några uppmärksammade avsnitt från Spotlight:
- Hästhelvetet i Ypäjä – en granskning av missförhållanden inom hästnäringen i Ypäjä.
- Drogerna tog mitt barn – ett reportage om familjer som förlorat barn till drogmissbruk.
- Varning för hunden – om farliga hundar, regelbrister och oklara ansvarsförhållanden.